# Men in Black II: Alien Escape
Men in Black II: Alien Escape es un videojuego de acción-aventura desarrollado por Infogrames Melbourne House y publicado por Infogrames en 2002 para PlayStation 2, y fue más tarde porteado a GameCube en 2003 por Tantalus Interactive. El juego está parcialmente basado en la película Men in Black II.

## Trama
En Men in Black II: Alien Escape, los jugadores asumen el papel de uno de los agentes MIB Agente K o Agente J, y deben evitar que los extraterrestres exploten la Tierra con un arma basada en barcos llamada Demogrificador de Ozono Clase 7. Investigan a los extraterrestres que viven en la Tierra en eventos similares a la película.

## Recepción
En Metacritic, la versión de PlayStation 2 de Men in Black II: Alien Escape tiene una puntuación de 50 sobre 100, lo que indica "críticas mixtas o promedio". En GameRankings, la versión de GameCube tiene una calificación del 54%.